# Aharon Megged

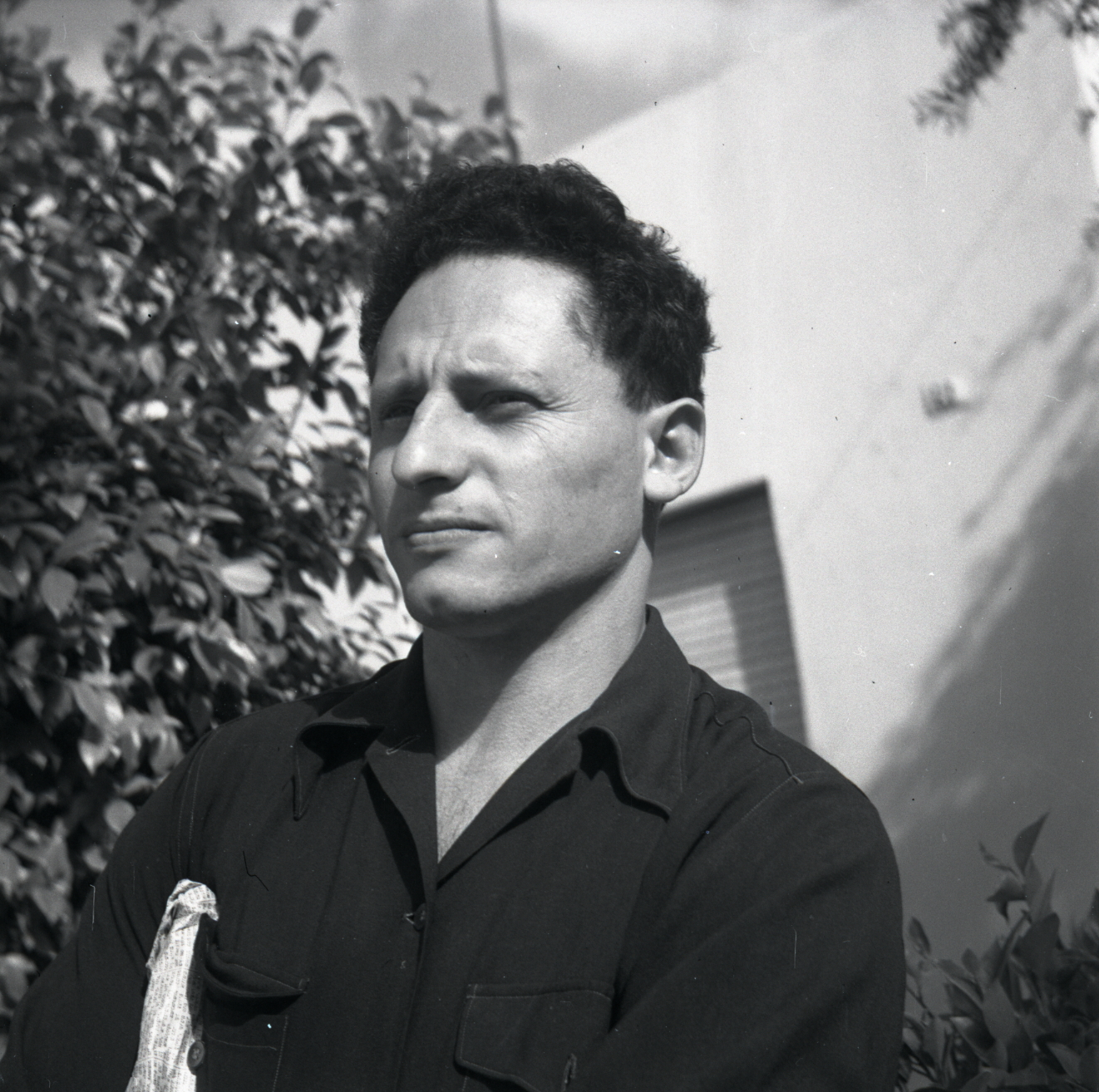
Aharon Megged

Aharon Megged (* 2. November 1920 in Włocławek, Polen; † 23. März 2016 in Tel Aviv-Jaffa) war ein israelischer Schriftsteller, Dramatiker und Publizist.

## Leben
1926 kam er mit seinen Eltern nach Palästina, wo er in Ra’anana aufwuchs und später zwölf Jahre Mitglied im Kibbuz Sdot Jam war. Er war Mitgründer und fünfzehn Jahre lang Herausgeber der literarischen Wochenzeitschrift Massa (מַשָּׂא; zunächst als Beilage von LaMerchav, ab 1951 auch als selbständiges Blatt, ab 1971 als Beilage des Davars) sowie als Redakteur für verschiedene andere Zeitungen und Zeitschriften tätig, unter anderem für Davar. Von 1968 bis 1971 war er Kulturattaché der israelischen Botschaft in London.
Er hat 35 Bücher veröffentlicht, die in verschiedene Sprachen übersetzt wurden. Seine Stücke wurden und werden an israelischen Theatern aufgeführt, unter anderem am israelischen Nationaltheater Habima. Besonders bekannt ist sein Stück über die ungarisch-jüdische Lyrikerin Hannah Szenes, die sich während des Zweiten Weltkrieges als Fallschirmspringerin am Kampf gegen das nationalsozialistische Deutschland beteiligte und 1944 von den Nationalsozialisten in Budapest ermordet wurde. Dieses Stück wurde am 31. Mai 1958 im Habima-Theater uraufgeführt.
Aharon Megged war mit der Schriftstellerin Ida Tsurit verheiratet. Das Ehepaar hatte zwei Söhne: Eyal Megged (Schriftsteller) und Amos Megged (Historiker an der Universität Haifa).

## Auszeichnungen
- 1973 Bialik-Preis für The Evyatar Notebooks: a novel and Of Trees and Stones.
- 2003 Israel-Preis für Literatur[2][3]

Unter anderem erhielt er den Brenner-Preis, den S.Y. Agnon-Preis und den Prime Minister’s Prize.

## Werke (Auswahl)
- Der Name (Yad vashem, 1956), Übers. N.N. (Erstübersetzung), in: 89 Autoren erzählen: Die schönsten Kurzgeschichten aus aller Welt. Band 2. Verlag Das Beste, Stuttgart 1990, S. 746–760
- Das fliegende Kamel mit dem goldenen Höcker. Aus dem Hebr. von Barbara Linner. Hanser, München 1991, ISBN 3-446-15886-3.
- Fojglman. Aus dem Hebr. von Mirjam Pressler. Bleicher, Gerlingen 1992, ISBN 3-88350-720-2
- Heinz, sein Sohn und der böse Geist : Erzählung. Aus dem Hebr. von Barbara Linner. Bleicher, Gerlingen 1994, ISBN 9783883507248
- The story of the Selvino children: journey to the promised land. Übersetzung ins Englische von Vivian Eden. Vallentine Mitchell, London 2002, ISBN 0-85303-397-8